# هیدنوری تاباتا
هیدنوری تاباتا (ژاپنی: 田端 秀規؛ زادهٔ ۱۵ اوت ۱۹۷۰) یک بازیکن فوتبال اهل ژاپن است.
از باشگاه‌هایی که در آن بازی کرده‌است می‌توان به باشگاه فوتبال جوبیلو ایواتا اشاره کرد.